# Maytenus glazioviana
Maytenus glazioviana là một loài thực vật có hoa trong họ Dây gối. Loài này được Loes. ex Taub. mô tả khoa học đầu tiên năm 1893.